# 征夷大將軍
征夷大將軍（日语：／ Seii Taishōgun */?）是日本历史上的武家政权的最高領導人，被視為武家之棟梁。原為大和王權為對抗蝦夷人所設立的臨時的高級軍官職位，本應於停戰時即功成身退。「夷」指的就是曾在本州和北海道居住的蝦夷人，而「将军」一词指军阶中的高階領導職務。唐名為大樹。征夷大將軍的衙門称为幕府，故中文俗稱征夷大將軍為「幕府將軍」，也常簡稱其為「將軍」。
12世紀末，幕府將軍轉為所有武士與軍人的首領、天下人。1192年，源賴朝消滅把持朝政的武家政權伊勢平氏及東北豪族奧州藤原氏後，出任征夷大將軍，創立镰仓幕府，一時間能夠統領各地諸侯與軍人，故一直保留著將軍之頭銜，以後的幕府將軍皆襲用「征夷大將軍」的名号。由1192年开始，大部分幕府將軍或武家政權家督取代日本皇室的天皇，成为天下共主，掌握日本實際政權，直到1868年明治维新為止，天皇和元老重新掌握實權。
由於將軍為首的幕府掌握實際政權，明朝朝廷也封一部分室町幕府将军为“日本国王”（例如足利义满）。而鎌倉幕府和江戶幕府将軍時不受封日本國王，江戶幕府将軍大多自號“日本國大君”。在歐美，由於將軍的長期世襲統治，到後來歐洲人執訪日本，一直誤以為將軍就是日本的皇帝；直到幕末，美國派到日本的特使也還沒有弄清楚。

## 概要
征夷大將軍為奈良時代至平安時代期間，被派遣至東國的高階將軍的一個稱呼。其後，以武家政權之稱的幕府成立後，也有將軍、公方、大樹、大樹公、御所等稱呼。與此相似的職位有征夷副將軍、征狄大将軍、征西大將軍、征東大將軍。

## 歷史

### 奈良、平安時代
所謂「征夷」，就是「征討夷族」的意思。征夷大將軍就是獲命去征討夷族的军事指挥官，自平安时代起率領軍隊出征。主要帶兵對付抵抗位於京都的大和政權的蝦夷人。有史記錄以來第一任征夷大將軍為大伴弟麻呂。在平安時代，最出名的將軍為坂上田村麻呂，在桓武天皇的名義下，他帶領軍隊平定夷人。當蝦夷人被趕出本州之後，征夷大將軍的名號曾一度被棄用。
直到後期，伊勢平氏首領平清盛於擊敗源義朝後任太政大臣挾天子以令諸侯把持國政建立第一個武家政權，在往後的源平合戰中，源義仲被位以「朝日将军」，惟不久後就被源義經、源範賴所打敗。之後在近江國粟津（今滋賀縣大津市）同源範賴的部下交戰，陣亡。

### 鎌倉時代

鎌倉幕府第1代征夷大將軍源賴朝

在十一世紀早期，受將軍保護的大名控制了日本的內政事務。其中清和源氏和伊勢平氏為兩個最有勢力的家族，為了控制已經衰弱的京都朝廷，兩家爭鬥不斷。在1160到1185年間，伊勢平氏控制了局面。平清盛殁後，平氏最終在壇之浦之戰敗於源氏，政權瓦解。源頼朝消滅奧州藤原氏後，從京都貴族和中央政府中取得政權受冊封為征夷大將軍。在鐮倉建立了日本史上第一個以幕府將軍為首的封建武家政權鎌倉幕府，令自己取得實權之餘，亦令天皇在按照法律的情況下繼續保持一國之君的地位。在1192年源頼朝被天皇封為征夷大將軍，他發展出的軍人政權被人稱之為幕府。源頼朝的妻子北条政子所屬的北条氏家族在源賴朝殁後取得政權。源賴朝的子嗣源賴家及源實朝相繼被殺後，源氏家族被滅。幕府將軍已成為傀儡，任由世襲執權一職的北条家族廢立，實權落在北条氏得宗家手上。
在1274到1281年，大元三次進攻日本雖然皆以失敗告終，卻使幕府元氣大傷，最終衰亡。在1333年，北条氏攝政的鐮倉幕府於東勝寺合戰後被推翻。
皇室中的兩個家族，一為大覺寺統，另一是持明院統，相爭帝位。經鎌倉幕府的協調後，兩個家族決定以更替方式輪流即位，即二統迭立。惟在1331年，大覺寺統不滿此制，最後後醍醐天皇被流放，直至1333年足利尊氏為其奪回皇位，建立起天皇親政的「建武政權」。
然而天皇對幕府發動的戰爭，使皇室大量用人，導致分地不均，此問題日益惡化，使足利尊氏後來倒戈，1336年推翻後醍醐天皇，建立由室町幕府領導的新政權，進入室町時代。

### 室町時代

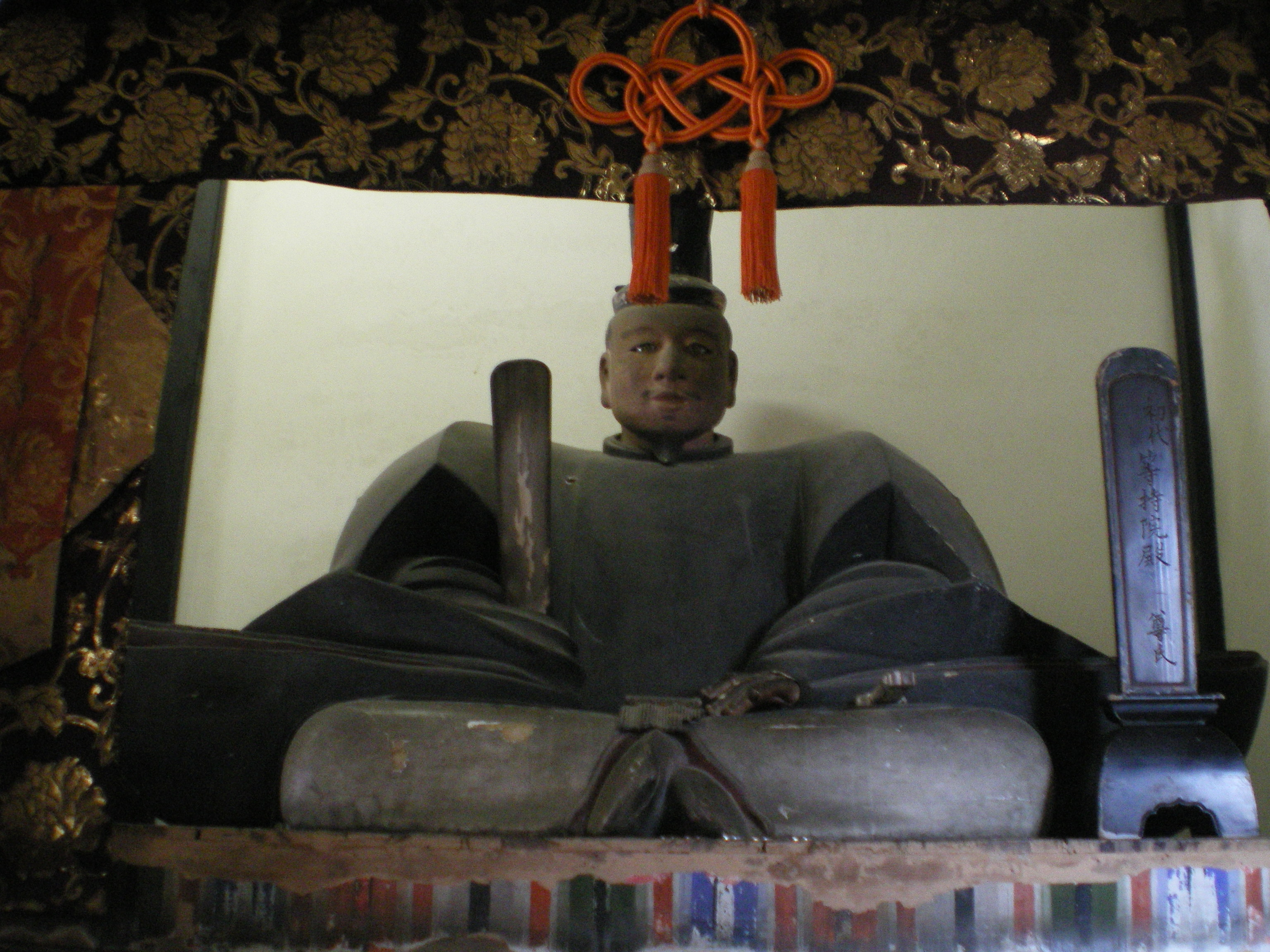
室町幕府第1代征夷大將軍——等持院足利尊氏木像

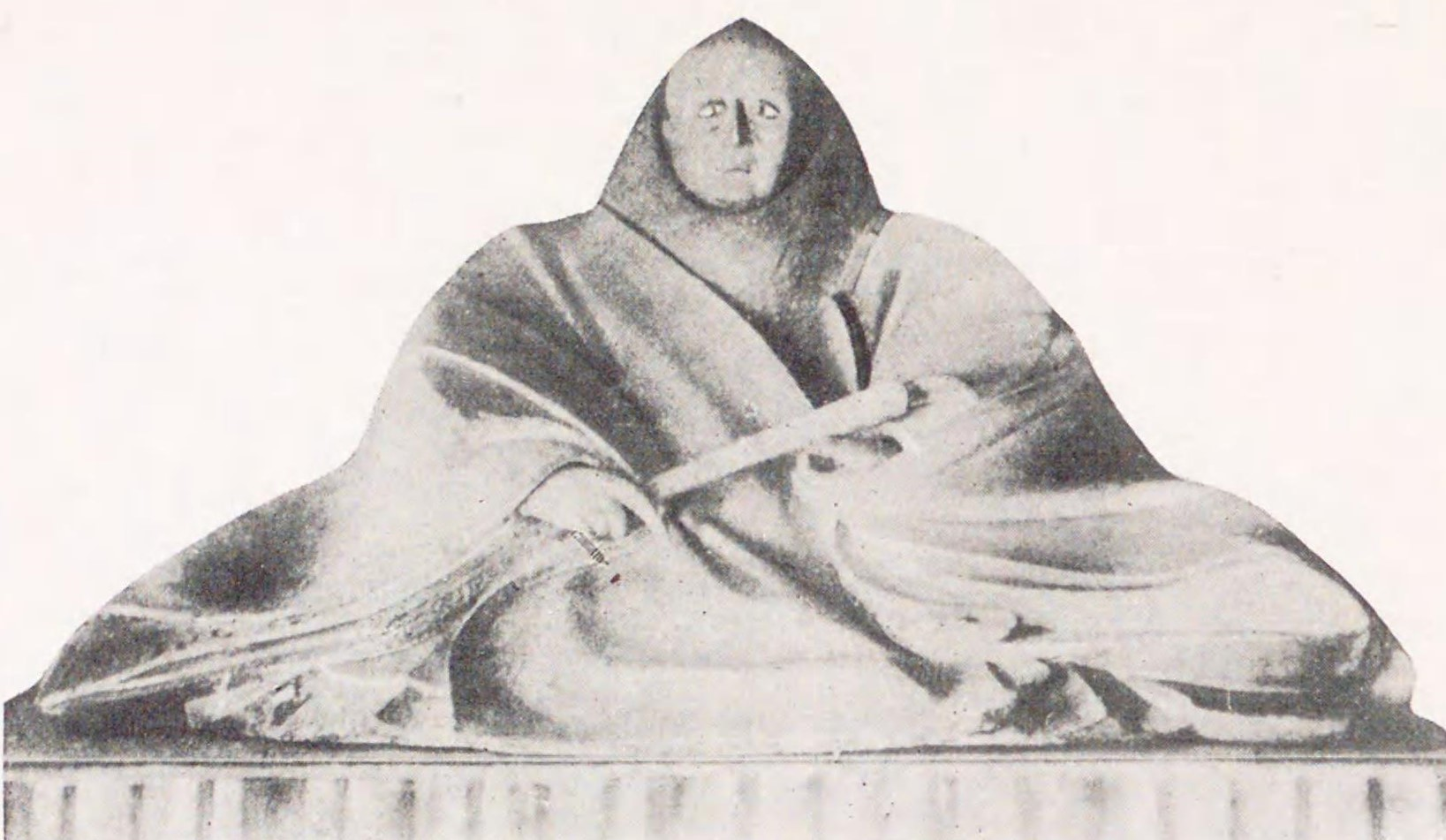
室町幕府第3代征夷大將軍——鹿苑院足利義滿木像

1335年，足利尊氏利用前往東國平亂時機，在鐮倉反叛，1336年1月攻入京都，3月退出京都進軍九州。以後醍醐天皇為代表的朝廷派遣新田義貞前往平叛，兩軍與兵庫湊川決戰，新田義貞大敗，足利尊氏再次攻入京都，後醍醐天皇出逃，尊氏擁立光明天皇，並將後醍醐天皇監禁。
尊氏控制京都後擁立光明天皇，公布《建武式目》，標誌著足利幕府統治的建立。同年12月，後醍醐天皇逃至吉野，宣布重開朝政。京都的光明天皇朝廷為北朝，吉野的後醍醐天皇朝廷為南朝，日本正式進入南北朝時期。不过足利尊氏在1338年才获得征夷大將軍称号，建立室町幕府。1350年2月，足利尊氏之弟足利直義背叛北朝朝廷投靠南朝，並與1351年1月率軍大敗幕府軍，2月尊氏與直義和好，但不久又因南北統一主張的不同再次反目。1353年2月，尊氏殺直義。1358年4月，尊氏殁，12月，足利義詮繼任第二代將軍。1367年11月，足利義滿就任第三代將軍，1392年，北朝統一南朝。南北朝時代結束。
1467年，幕府三管領中的細川勝元與四職中的山名宗全等守護大名的爭鬥。其范圍除九州等部分地方以外，戰火遍及其他日本國土，史稱「應仁之亂」。由於此一動亂，使日本進入將近一個世紀長的戰國時代，室町幕府將軍名存實亡。
1573年，織田信長流放最後一任將軍足利義昭，室町幕府正式滅亡，進入安土桃山時期。

### 織田政權
室町幕府滅亡後，織田信長繼續消滅了淺井氏、朝倉氏兩家，迫使伊勢國國司北畠具房將家督讓給信長次子織田信雄。他還平定了三好長慶、松永久秀等南近畿勢力。不久之後，織田信長在近江建城，作為織田政權的象徵。1575年，武田勝賴率軍攻擊三河國長篠城，與織田、德川聯軍在三河設樂原展開交戰。由於織田一方使用了鐵炮等新式武器，造成武田家折損諸多重臣。長篠之戰使武田氏走向衰落，導致後者於1582年滅亡。
武田家衰亡後，信長以近畿為核心，向四周快速擴張。1582年，織田家家臣明智光秀在信長支援攻略西國中國地方的總大將羽柴秀吉的旅途中借住宿京都本能寺之夜突然叛變，信長和嫡長子織田信忠先後戰死。是為本能寺之變。
羽柴秀吉正在中國地方與毛利家作戰，在政變後5天之內急行軍約200公里（史稱中國大返還），聯合織田家其他重臣擊敗明智光秀，是為山崎之戰，亦稱天王山之戰。在決定織田家繼承人的清洲會議上，秀吉支持信忠之子織田秀信繼位。日後，秀吉逐步擊敗反對他的其他織田家舊臣。最終，織田信長建立的基業，基本上被豐臣秀吉完全繼承，織田政權走向灭亡。

### 豐臣政權
1585年秀吉擔任關白一職，次年正式獲賜豐臣氏，並就任太政大臣，奠定豐臣政權。通過紀州、四國和九州征伐，長宗我部氏、島津氏歸降。1590年在小田原之戰中消滅了後北條氏，並使東北大名降服，成為完成統一日本壯舉的第一人。
次年，豐臣秀吉將關白一職讓與養子豐臣秀次，自稱太閤，以世襲的方式宣示豐臣政權的穩定。政治上通過太閣檢地、兵農分離、惣無事令等政策，為之後江戶幕府的發展做了一定的鋪墊。1593年，秀吉獲得了次子豐臣秀賴。秀吉為了掃除秀賴繼位的障礙，於1595年以涉嫌謀反的罪名把秀次賜死，同時族滅了秀次一家老小。
1598年豐臣秀吉殁後，政權由秀頼繼承。秀頼在繼位時年僅6歲，無力控制家臣間的矛盾，加上在朝鮮之役期間便已經開始萌芽的加藤清正、福島正則等武功派與石田三成、小西行長等文治派的對立表面化，使豐臣家臣團徹底分裂。同時，在朝鮮之役時沒有出兵，保存了大部分實力的徳川家康對天下蠢蠢欲動，並無視秀吉生前禁令，開始與各地大名聯姻，使得豐臣政權急速陷入混亂。1599年，秀吉生前委託之監護人前田利家病重離世，間接使德川家康成為最有政治影響力的大名，也使家康基本上壟斷了對豐臣政權的話語權。另一方面，對於家康專政極度不滿的其他家臣石田三成、上杉景勝、毛利輝元等人連同其他仍然盡忠於豐臣家的大名，於1600年發動了關原之戰與家康決戰。這場決定天下誰屬的戰役，結果以石田三成主導的西軍落敗，三成被處斬，各西軍大名領地被改易減封而結束。至此，日本國內反徳川的勢力幾近消滅，天下的主導權落入徳川家康手中。

### 江戶時代

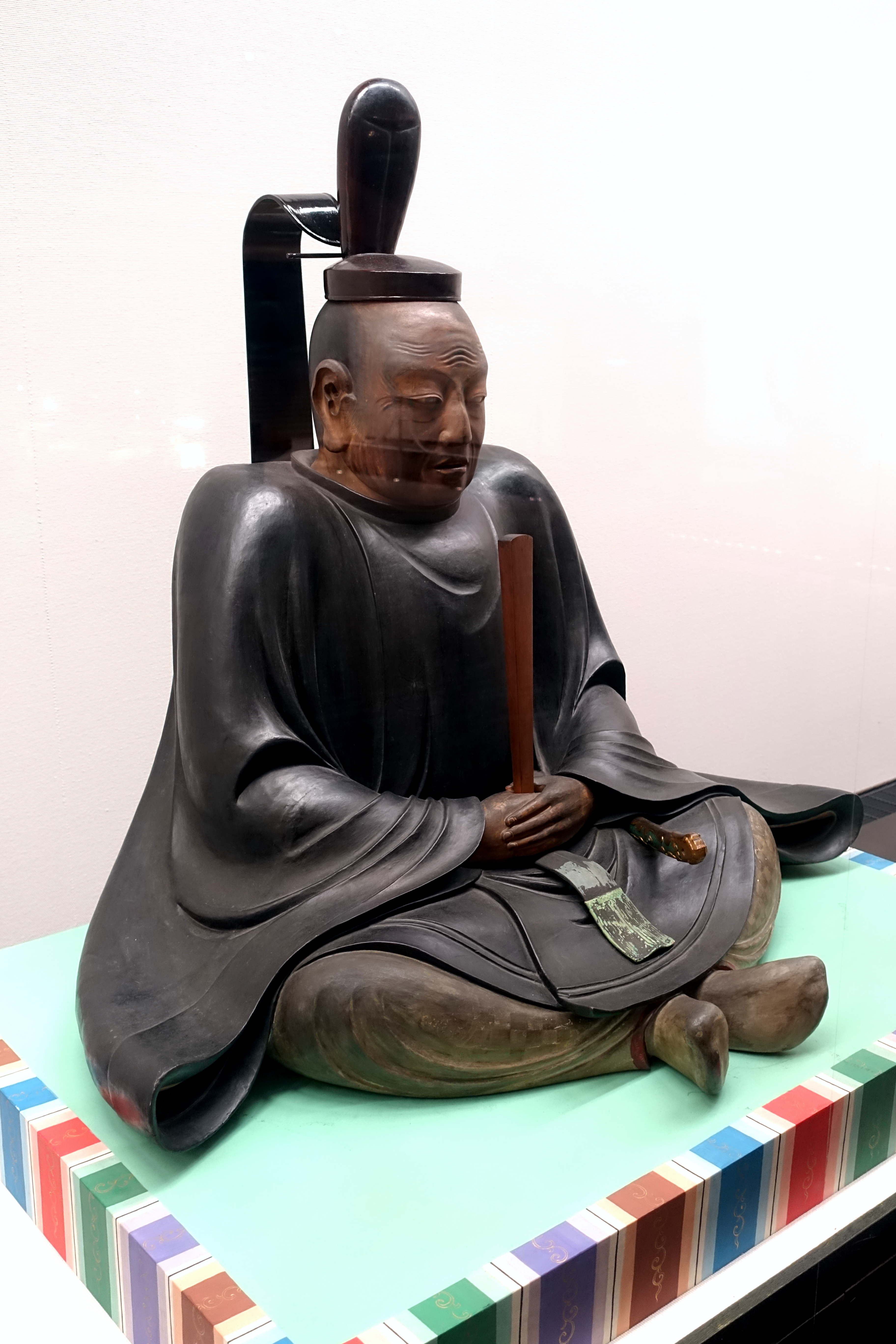
江戶幕府第1代征夷大將軍——東照大權現安國院殿德川家康木像

在關原之戰的戰後處理結束後，徳川家康於1603年獲朝廷任命為征夷大將軍，並開設江户幕府。至此豐臣政權對日本的管治正式結束，進入江戶時代。在開設江戶幕府後，日本各地本來臣從於豐臣家的大名紛紛轉向臣服於德川家，直到1614年，只剩下淀殿、豐臣秀賴母子沒有對幕府表示臣服。最終徳川家康在同年冬天和1615年夏天發動了大坂冬夏兩役，使豐臣家徹底滅亡，奠定德川家兩百六十多年的基業直到1868年大政奉還結束。

### 歷史上存在的逸事
黑船事件后，孝明天皇不满幕府不能攘夷，曾质问时任征夷大将军德川家茂何时才能征夷。

## 與天皇的關係

### 天皇册封征夷大將軍
征夷大將軍由天皇任命，表面上是天皇的臣子、天皇任命下的軍政府領袖，雖名同現代的防衛大臣，事實上為全日本的實際最高領袖，實權相當於其他專制國家的僭主，地位相當於近代統制派控制的軍部。天皇只是傀儡君主和宗教領袖，並由征夷大將軍支配及控制。

### 征夷大將軍的鐵則「天皇不可废黜」
日本天皇早期是世俗權威和宗教象徵的結合體。從大約公元9世紀開始，天皇的世俗權威開始衰落，到鎌倉時代的承久之亂後基本淪為幕府的附屬，再到室町時代完全成為擺設。但是天皇的神道教及法統意義在這一過程中，非但沒有弱化，甚至變的更為重要了。天皇成為了神权的來源，任何一個掌權者，若要保證自己權力的正當性或正統性，就必須要確保自己與天皇之間的關係或經過天皇象徵性的認可，如：平安時代，攝關要維持自己的外戚地位，太上天皇則要確保自己血統的男嗣成為天皇。安土桃山時代，右大臣織田信長需要藉由天皇的權威發出給敵對勢力的征伐或和談敕命以正當、合理化自己的每一次行動並樹立自己大一統的威信，為此信長尊重天皇。信長死後，政權逐漸移轉至豐臣秀吉手上，秀吉選擇以公卿太政大臣兼關白的身份統治天下，也採取了利用天皇的態度，重新將權力核心遷回朝廷的體制內，使天皇權威提高，並恢復皇宮的修理與各項朝廷儀式。於是織田、豐臣政權與天皇雙方，互相成為一種依賴與利用的關係。江戶幕府初建時，亦需要朝廷的權威做為後盾，而朝廷則需要幕府的金錢援助，只好屈從幕府威勢下。總體而言，由於「因為天皇是天照大神的後代」，這種身份賦予了權力以正當性。

### 足利義滿的野心與「太上法皇和日本國王」
1367年足利義詮逝世，時年10歲的足利義滿繼任將軍。
1368年舉行評定始，陰曆4月元服，以管領細川賴之為烏帽子親。次年正式被授予征夷大將軍的稱號。由於義滿年幼，細川氏一門獨攬了室町幕府的大權。細川賴之實施應安大法，強化了土地的支配，並對京都和鐮倉的五山制度進行整備，強化了對宗教的統治。同時向南朝的勢力圈九州島派遣今川貞世（了俊）、大內義弘，弱化了南朝在這些地區的統治。足利義滿迎日野業子為妻室。為了強化對京都的支配權，1370年（應安3年）給予了朝廷對山門公人（延曆寺及其支配下的諸勢力）的取締權。1378年遷往室町的花之御所居住，人稱室町殿。1385年參拜東大寺和興福寺，1388年遊覽富士山，1389年參拜安藝的嚴島神社等地。這一系列視察同時增強了自己的威信。
1378年陰曆3月兼任右近衛大將，五個月後兼任權大納言，受到了關白二條良基的支持，積極參加朝廷的事務；翌年就發生了興福寺僧眾抬著春日大社的神木入京強訴的事件。由於春日大社是藤原氏的家寺，朝中的藤原氏公卿十分畏懼，不敢入宮供職。義滿認為自己是源氏後人，依舊出仕如前。此後義滿扶持朝廷，對寺社勢力進行嚴厲打擊。
1379年，反對細川賴之派的守護大名斯波義將、土岐賴康包圍了義滿的邸宅，要求罷免賴之。因此賴之被免去了管領一職，以斯波義將代之。（康曆政變）此後幕府中的人事全被斯波一派取代，斯波義將下達了討伐賴之的命令。但足利義滿卻在翌年以賴之是元老為由赦免了他，讓細川和斯波兩派並存互相牽制，藉此增強了將軍的權力。1390年土岐賴康死後，美濃國的土岐氏陷入了內亂，義滿下令討伐土岐氏（土岐康行之亂）。
1391年，足利義滿又介入了山名氏的內部紛爭。當時山名氏兼任11國守護之職，時人稱為「六分一殿」。義滿巧妙地讓山名氏清起兵，同年12月派兵討伐他，史稱明德之亂。
義滿超越了祖父尊氏和父親義詮，先後昇任內大臣和左大臣。而1382年後圓融天皇退位，親義滿的後小松天皇即位。後圓融雖名義上開設院政，但實權都歸義滿執掌。1383年擔任源氏長者，兼任淳和獎學兩院別當，受封「准三后」的稱號，成為了公家和武家雙方勢力的首領，朝廷中幾乎沒有反對義滿的勢力。
1392年，南朝的勢力不斷衰退，南北朝統一已成為必然發生的事情。在大內義弘的中介下，足利義滿與南朝談判。最終以持明院統和大覺寺統交替繼承帝位為條件，南朝的後龜山天皇退位，並將三神器交給後小松天皇。南北朝統一。然而，北朝的後小松天皇得到三神器後，宣布由自己的皇子實仁親王繼承皇位。被奪去了神器的南朝也只能屈服於北朝的統治。
1393年，與足利義滿不和的後圓融上皇逝世，義滿的權力完全鞏固。次年義滿將將軍之職讓給了兒子足利義持，自己則隱居繼續執掌政治。同年昇從一位太政大臣，翌年出家，法號道義。義滿出家是為了更有力地控制寺社勢力。在義滿出家之際，以斯波義將帶頭，不少武家和公家的頭面人物都追隨他出家。
1395年，足利義滿罷免了能夠獨自掌管地方政務的九州探題今川貞世。1399年，大內義弘在西國舉兵，義滿發兵鎮壓（應永之亂）。此後義滿徹底排除了西日本地區的反對勢力。
足利義滿在任期間，一直非常期望同明朝進行貿易。自1374年起曾數次向明朝派遣使節。1374年和1380年，足利義滿以「日本征夷將軍源義滿」的名義向明朝朝貢，要求與明朝貿易。然而明朝拒絕了室町幕府的要求，理由是明朝認為大覺寺統（南朝）的「日本國王懷良」（或作良懷，懷良親王）才是日本正統君主，而持明院統（北朝）皇室則是亂臣。足利義滿是北朝派系的軍官，更不應與之通交。因此在明太祖在位期間，明朝拒絕了同室町幕府的貿易。
1401年，足利義滿又以「日本國准三后源道義」為名，遣博多的商人肥富、僧人祖阿赴明朝。當時懷良親王勢力衰落，建文帝封義滿為「日本國王」，並要求足利義滿取締倭寇。在使者返回日本之際，明朝發生了燕王朱棣奪位的靖難之變。
明成祖朱棣奪取帝位後，派遣使臣分赴四方。1403年琉球、日本、暹羅各國使節到中國朝貢，建立了宗藩與冊封關係。1404年，足利義滿又遣使赴明，賀冊立皇太子。當時對馬、壹岐一帶的倭寇騷擾明朝沿岸，明成祖要求足利義滿進行抓捕。義滿發兵殲滅倭寇，獻倭寇首領20人。足利義滿頻頻入貢，同時受明朝封賞，與明朝正式建立了外交關係。明朝對日本頒發勘合符（一種類似存物牌的證明），日本以屬國的名義對明朝進行朝貢貿易。明朝賜足利義滿「日本國王」金印一枚，足利義滿回書自稱「日本國王，臣源義滿」。
死後朝廷追贈他「鹿苑院太上法皇」的稱號，足利義持在斯波義將的強烈反對下辭退了這個稱號。但相國寺則接受了這個稱號，稱之為「鹿苑院太上天皇」。

### 德川家康的神格化「東照大權現」
1616年，德川家康以七十五歲高齡病殁。半個月前，垂死的家康將本多正純、南光坊天海、金地院崇傳等人叫到枕邊，以遺言託付天海等人處理有關葬禮的儀式和廟號，家康說：“遺體暫存久能山，葬禮到增上寺舉行，靈位供在三河大樹寺，待一周年忌日時移往日光山，建一座小堂供奉，永為關八州鎮守。”德川家康殁後，江戶幕府擬將其神格化，為瞭如何祭祀家康的問題，天台宗與禪宗展開爭論，天海主張把家康作為“權現”以“山王一實神道”來祭拜，崇傳主張家康的廟號作為“明神”以“吉田神道”來祭拜。由於無法確定兩方意見，二代將軍德川秀忠於是詢問天海，而天海以“明神”是作為豊國大明神而被豐臣秀吉所採用的廟號、但那之後的豐臣氏卻因此滅亡，所以相當不祥而建議秀忠考慮，於是秀忠認同天海的看法，就把家康的廟號以“東照大權現”來命名。

## 歷代征夷大将军
- 對於在源賴朝之前的蝦夷征討使長官，其性質類似於征夷大將軍，故亦收錄。

| 歷代                                      | 肖像                                    | 名                    | 就任                                    | 退任                                      | 備註 |
| ----------------------------------------- | --------------------------------------- | --------------------- | --------------------------------------- | ----------------------------------------- | --- |
|                                           |                                         | 巨勢麻呂              | 和銅二年三月初五 （709年4月19日）       |                                           | 鎮東將軍 左大弁正四位下 |
|                                           | －                                      | 多治比县守            | 養老四年九月二十九 （720年11月3日）     | 養老五年四月 （721年5月）                 | 持節征夷將軍 播磨按察使正四位下 |
|                                           |                                         | 藤原宇合              | 神龜元年四月初七 （724年5月4日）        | 神龜二年閏正月 （725年3月）               | 持節大將軍 式部卿正四位上 |
|                                           |                                         | 藤原麻呂              | 天平九年正月 （737年2月）               |                                           | 持節大使 參議從三位兼兵部卿 |
|                                           |                                         | 藤原繼繩              | 寶龜十一年三月二十八 （780年5月7日）    |                                           | 征東大使 中納言從三位兼兵部卿 |
|                                           |                                         | 藤原小黑麻呂          | 寶龜11年九月二十三 （780年10月25日）    | 天應元年8月 （781年9月）                  | 持節征東大使 參議正四位下兼右衛士督 |
|                                           |                                         | 大伴家持              | 延曆三年二月二十四 （784年3月19日）     | 延曆四年八月二十八 （785年10月5日）       | 持節征東將軍 中納言從三位兼春宮大夫陸奧按察使 → 同左 |
|                                           | －                                      | 紀古佐美              | 延曆七年七月初六 （788年8月11日）       | 延曆八年九月初八 （789年10月1日）         | 征東大將軍（《公卿補任》作征夷大將軍） 參議左大弁正四位下兼春宮大夫 → 同左 |
|                                           | －                                      | 大伴弟麻呂            | 延曆十年七月十三 （791年8月17日）       | 延曆十四年正月二十九 （795年2月23日）     | 初為征東大使，延曆十三年有見（794年）征夷大將軍 從四位下 → 從三位・勲二等 |
|                                           |                                         | 坂上田村麻呂          | 延曆十六年十一月初五 （797年11月27日）  | 延曆二十年十月二十八 （801年12月7日）     | 征夷大將軍 延暦15年1月25日授陸奧出羽按察使從四位下兼陸奧守，延曆十六年十一月初五任征夷大將軍，全銜「征夷大将軍近衛權中将陸奥出羽按察使從四位上兼行陸奥守鎮守将軍」→ 大納言正三位 贈從二位                                                        |
| （重任）                                  | 延曆二十三年正月二十八 （804年3月13日） | 坂上田村麻呂          | 大同五年九月初十？ （810年10月11日？）  |                                           | 征夷大將軍 延暦15年1月25日授陸奧出羽按察使從四位下兼陸奧守，延曆十六年十一月初五任征夷大將軍，全銜「征夷大将軍近衛權中将陸奥出羽按察使從四位上兼行陸奥守鎮守将軍」→ 大納言正三位 贈從二位                                                        |
|                                           |                                         | 文室綿麻呂            | 大同五年九月初十 （810年10月11日）      | 弘仁二年四月十七 （811年5月12日）         | 征夷將軍 參議正四位上大藏卿兼陸奧出羽按察使 → 參議從三位 |
| （重任）                                  | 弘仁四年五月三十 （813年7月1日）        | 文室綿麻呂            | 弘仁五年 （814年）                      |                                           | 征夷將軍 參議正四位上大藏卿兼陸奧出羽按察使 → 參議從三位 |
|                                           |                                         | 藤原忠文              | 天慶三年正月十九 （940年2月29日）       | 天慶三年五月十五 （940年6月23日）         | 征東大將軍 參議正四位下修理大夫兼右衛門督 |
|                                           |                                         | 源義仲                | 壽永二年十一月初十 （1183年11月28日）   | 壽永三年正月二十 （1184年3月4日）         | 征東大將軍 從四位下伊予守 |
| 鎌倉:1                                    |                                         | 源賴朝                | 建久三年七月十二 （1192年8月21日）      | 建久十年正月十三 （1199年2月9日）         | 壇之浦之戰消滅第一個武家政權－平氏政權，成為首任架空朝廷的幕府將軍。一作建久五年退任。 正二位前權大納言 → 同左 |
| 鎌倉:2                                    |                                         | 源賴家                | 建仁二年七月二十三 （1202年8月12日）    | 建仁三年九月初七 （1203年10月13日）       | 從二位左衛門督 → 正二位 |
| 鎌倉:3                                    |                                         | 源實朝                | 建仁三年九月初七 （1203年10月13日）     | 建保七年正月二十七 （1219年2月13日）      | 從五位下 → 右大臣正二位左近衛大將 任內大權遭執權北條氏得宗家篡奪。 |
| 鎌倉:4                                    |                                         | 藤原賴經 （九條賴經） | 嘉祿二年正月二十七 （1226年2月25日）    | 寬元二年四月二十八 （1244年6月5日）       | 攝家將軍、九條道家之子。實權由幕府執權北条氏得宗家掌握。 正五位下右近衛權少將 → 正二位前權大納言 |
| 鎌倉:5                                    |                                         | 藤原賴嗣 （九條賴嗣） | 寬元二年四月二十八 （1244年6月5日）     | 建長四年二月二十 （1252年3月31日）        | 攝家將軍、藤原賴經之子。實權由幕府執權北条氏得宗家掌握。 從五位上右近衛權少將 → 從三位左近衛中將 |
| 鎌倉:6                                    |                                         | 宗尊親王              | 建長四年四月初一 （1252年5月10日）      | 文永三年七月二十 （1266年8月21日）        | 宮將軍、後嵯峨天皇之皇子。實權由幕府執權北条氏得宗家掌握。 三品 → 一品中務卿 |
| 鎌倉:7                                    |                                         | 惟康親王              | 文永三年七月二十四 （1266年8月25日）    | 正應二年九月十四 （1289年9月29日）        | 宮將軍、宗尊親王之王子。實權由幕府執權北条氏得宗家掌握。 從四位下 → 二品 |
| 鎌倉:8                                    |                                         | 久明親王              | 正應二年十月初九 （1289年10月24日）     | 德治三年八月初四 （1308年8月20日）        | 宮將軍、後深草天皇之皇子。實權由幕府執權北条氏得宗家掌握。 三品 → 一品式部卿 |
| 鎌倉:9                                    |                                         | 守邦親王              | 德治三年八月初十 （1308年8月26日）      | 正慶二年五月二十二 （1333年7月4日）       | 宮將軍、久明親王之王子。實權由幕府執權北条氏得宗家掌握。 不詳 → 二品 |
| 建武:1                                    |                                         | 護良親王              | 元弘三年六月十三 （1333年7月25日）      | 元弘三年九月 （1333年10月）               | 宮將軍、後醍醐天皇之皇子。 二品兵部卿 → 同左 |
| 建武:2                                    |                                         | 成良親王              | 建武二年八月初一 （1335年8月19日）      | 建武三年二月 （1336年3月）                | 宮將軍、後醍醐天皇之皇子。 上野太守四品 → 同左 |
|                                           |                                         | （足利尊氏）          | 建武二年八月初九 （1335年8月27日）      | 建武二年十一月二十六？ （1336年1月9日？） | 征東將軍 中先代之亂後追認就任。 |
| 室町:1                                    |                                         | 足利尊氏              | 建武五年八月十一 （1338年9月24日）      | 延文三年四月三十 （1358年6月7日）         | 正二位權大納言 → 同左 贈從一位太政大臣 |
| 南朝                                      |                                         | 興良親王              | 延元四年 （1339年）                     |                                           | 宮將軍、護良親王之王子。 二品兵部卿？ |
| 南朝                                      |                                         | 宗良親王              | 正平七年閏二月初六 （1352年3月22日）    |                                           | 宮將軍（或征東將軍），後醍醐天皇之皇子。 一品式部卿 → 同左？ |
| 室町:2                                    |                                         | 足利義詮              | 延文三年十二月初八 （1359年1月7日）     | 貞治六年十二月初七 （1367年12月28日）     | 參議從三位左近衛中將 → 正二位權大納言 贈從一位左大臣 |
| 室町:3                                    |                                         | 足利義滿              | 應安元年十二月三十 （1369年2月7日）     | 應永元年十二月十七 （1395年1月8日）       | 從五位下左馬頭 → 准三宮從一位前左大臣 退任將軍後為太政大臣 |
| 南朝                                      |                                         | （尹良親王）          | 元中3年八月初八？ （1386年9月2日？）    |                                           | 宮將軍、宗良親王之王子。 並未見於同時代的史料，其真實性存疑。 |
| 室町:4                                    |                                         | 足利義持              | 應永元年十二月十七 （1395年1月8日）     | 應永三十年三月十八 （1423年4月28日）      | 正五位下左近衛中將 → 從一位前內大臣 贈太政大臣 |
| 室町:5                                    |                                         | 足利義量              | 應永三十年三月十八 （1423年4月28日）    | 應永三十二年二月二十七 （1425年3月17日）  | 正五位下右近衛中將 → 參議正四位下右近衛中將 贈從一位左大臣 |
| 室町:6                                    |                                         | 足利義教              | 正長二年三月十五 （1429年4月18日）      | 嘉吉元年六月二十四 （1441年7月12日）      | 參議左近衛中將從四位下 → 從一位前左大臣 贈太政大臣 為赤松滿祐弒殺，引發嘉吉之亂。 |
| 室町:7                                    |                                         | 足利義勝              | 嘉吉二年十一月十七 （1442年12月19日）   | 嘉吉三年七月二十一 （1443年8月16日）      | 正五位下左近衛中將 → 從四位下左近衛中將 贈左大臣從一位 由管領細川持之擁立、輔政。 |
| 室町:8                                    |                                         | 足利義政              | 文安六年四月二十九 （1449年5月21日）    | 文明五年十二月十九 （1474年1月7日）       | 正五位下左馬頭 → 准三宮從一位前左大臣 贈太政大臣 即位之初由管領畠山持國與細川勝元先後輔政 發生應仁之亂，大權旁落於管領細川勝元 |
| 室町:9                                    |                                         | 足利義尚              | 文明五年十二月十九 （1474年1月7日）     | 長享三年三月二十六 （1489年4月26日）      | 從五位下左近衛中將 → 從一位內大臣右近衛大將 贈太政大臣 |
| 室町:10                                   |                                         | 足利義材              | 延德二年七月初五 （1490年7月22日）      | 明應二年六月二十九 （1493年8月11日）      | 從四位下右近衛中將 → 參議右近衛中將從四位下 發生明應之變，將軍任由管領細川政元廢立 |
| 室町:11                                   |                                         | 足利義澄              | 明應三年十二月二十七 （1495年1月23日）  | 永正五年四月十六 （1508年5月15日）        | 正五位下左馬頭 → 參議從三位左近衛中將 贈從一位太政大臣 任內由管領細川政元、細川澄之與細川澄元執政。 |
| 室町:10 （重任）                          |                                         | 足利義稙              | 永正五年七月初一 （1508年7月28日）      | 大永元年十二月二十五 （1522年1月22日）    | 足利義材重任。 從三位權大納言 → 從二位權大納言 贈從一位太政大臣 由管領細川高國扶植、控制，後為其所廢。 |
| 室町:12                                   |                                         | 足利義晴              | 大永元年十二月二十五 （1522年1月22日）  | 天文十五年十二月二十 （1547年1月11日）    | 正五位下左馬頭 → 從三位權大納言右近衛大將 贈從一位左大臣 先後由管領細川高國、細川稙國及細川晴元執政。 |
| 室町:13                                   |                                         | 足利義輝              | 天文十五年十二月二十 （1547年1月11日）  | 永祿八年五月十九 （1565年6月17日）        | 從四位下左馬頭 → 參議左近衛中將從四位下 贈從一位左大臣 天文十八年（1549年），三好氏與松永久秀取代細川氏掌握幕政，永祿七年（1564年）三好長慶歿，家督由三好義繼繼任。永祿八年（1565年）5月19日，松永久秀和三好三人眾以及家督三好義繼叛亂弒殺將軍。 |
| 室町:14                                   |                                         | 足利義榮              | 永祿十一年二月初八 （1568年3月6日）     | 永祿十一年九月 （1568年10月）             | 從五位下左馬頭 → 同左 任職期間是三好三人眾擁立下的傀儡 |
| 室町:15                                   |                                         | 足利義昭              | 永祿十一年十月十八 （1568年11月7日）    | 天正十六年正月十三 （1588年2月9日）       | 參議左近衛中將從四位下 → 從三位權大納言 受織田信長扶植，後為其所廢 將軍解任後、准三宮 |
| 江戶:1                                    |                                         | 德川家康              | 慶長八年二月十二 （1603年3月24日）      | 慶長十年四月十六 （1605年6月2日）         | 從一位右大臣 → 從一位前右大臣 關原之戰後取代豐臣政權之政治權力 將軍解任後為太政大臣。贈正一位東照大權現 |
| 江戶:2                                    |                                         | 德川秀忠              | 慶長十年四月十六 （1605年6月2日）       | 元和九年七月二十七 （1623年8月23日）      | 內大臣正二位右近衛大將 → 從一位右大臣右近衛大將 解任將軍後為太政大臣。贈正一位 |
| 江戶:3                                    |                                         | 德川家光              | 元和九年七月二十七 （1623年8月23日）    | 慶安四年四月二十 （1651年6月8日）         | 內大臣正二位右近衛大將 → 從一位左大臣左近衛大將 辭去太政大臣。贈太政大臣正一位 |
| 江戶:4                                    |                                         | 德川家綱              | 慶安四年七月二十六 （1651年9月10日）    | 延寶八年五月初八 （1680年6月4日）         | 內大臣正二位右近衛大將 → 右大臣正二位右近衛大將 贈太政大臣正一位 |
| 江戶:5                                    |                                         | 德川綱吉              | 延寶八年七月十八 （1680年8月12日）      | 寶永六年正月初十 （1709年2月19日）        | 內大臣正二位右近衛大將 → 右大臣正二位右近衛大將 贈太政大臣正一位 |
| 江戶:6                                    |                                         | 德川家宣              | 寶永六年四月二日 （1709年5月11日）      | 正德二年十月十四 （1712年11月12日）       | 內大臣正二位右近衛大將 → 同左 贈太政大臣正一位 |
| 江戶:7                                    |                                         | 德川家繼              | 正德三年三月四日 （1713年3月29日）      | 正德六年四月三十 （1716年6月19日）        | 內大臣正二位右近衛大將 → 同左 贈太政大臣正一位 |
| 江戶:8                                    |                                         | 德川吉宗              | 享保元年七月十八 （1716年9月3日）       | 延享二年九月二十五 （1745年10月20日）     | 內大臣正二位右近衛大將 → 右大臣正二位 贈太政大臣正一位 |
| 江戶:9                                    |                                         | 德川家重              | 延享二年十月初七 （1745年10月31日）     | 寶曆十年五月十三 （1760年6月25日）        | 內大臣正二位右近衛大將 → 右大臣正二位 贈太政大臣正一位 |
| 江戶:10                                   |                                         | 德川家治              | 寶曆十年七月初二 （1760年8月12日）      | 天明六年九月初八 （1786年9月29日）        | 內大臣正二位右近衛大將 → 右大臣正二位右近衛大將 贈太政大臣正一位 |
| 江戶:11                                   |                                         | 德川家齊              | 天明七年三月初六 （1787年4月23日）      | 天保八年四月二日 （1837年5月6日）         | 內大臣正二位右近衛大將 → 從一位太政大臣 贈正一位 |
| 江戶:12                                   |                                         | 德川家慶              | 天保八年八月初五 （1837年9月4日）       | 嘉永六年六月二十二 （1853年7月27日）      | 從一位左大臣左近衛大將 → 同左 贈太政大臣正一位 |
| 江戶:13                                   |                                         | 德川家定              | 嘉永六年十月二十三 （1853年11月23日）   | 安政五年七月初六 （1858年8月14日）        | 內大臣正二位右近衛大將 → 內大臣從一位右近衛大將 贈太政大臣正一位 |
| 江戶:14                                   |                                         | 德川家茂              | 安政五年十月二十五 （1858年11月30日）   | 慶應二年七月二十 （1866年8月29日）        | 內大臣正二位右近衛大將 → 從一位右大臣右近衛大將 贈太政大臣正一位 |
| 江戶:15                                   |                                         | 德川慶喜              | 慶應二年十二月初五 （1867年1月10日）    | 慶應三年十二月初九 （1868年1月3日）       | 正二位權大納言右近衛大將 → 內大臣正二位右近衛大將 明治維新後封從一位公爵貴族院議員 贈勲一等旭日大綬章 贈勲一等旭日桐花大綬章 |
| 贈征夷大將軍 （死後追贈征夷大將軍的人物） |                                         |                       |                                         |                                           | |
| 追贈                                      |                                         | 德川綱重              | 寶永七年八月二十三（1710年9月16日）追贈 | 寶永七年八月二十三（1710年9月16日）追贈   | 甲斐甲府藩主，江戶幕府6代德川家宣之父。 參議正三位，贈權中納言從三位，後贈太政大臣正一位 |

改名
1. ↑  惟康王→源惟康→惟康親王
2. ↑  高氏→尊氏
3. ↑  義宣→義教
4. ↑  義成→義政
5. ↑  義尚→義熙
6. ↑  義材→義尹→義稙
7. ↑  義高→義遐→義澄
8. ↑  義材→義尹→義稙
9. ↑  義藤→義輝
10. ↑  義親→義榮
11. ↑  義秋→義昭
12. ↑  松平元信→松平元康→德川家康
13. ↑  綱豐→家宣
14. ↑  松平賴方→德川吉宗
15. ↑  家祥→家定
16. ↑  慶福→家茂
17. ↑  昭致→慶喜